# قرار مجلس الأمن التابع للأمم المتحدة رقم 1869
قرار مجلس الأمن التابع للأمم المتحدة رقم 1869 المتخذ بالإجماع في 25 مارس 2009.

## القرار
رحب مجلس الأمن بتعيين فالنتين إنزكو ممثلا ساميا للبوسنة والهرسك.
وباعتماد القرار 1869 (2009) بالإجماع، وافق المجلس على قيام المجلس التوجيهي لمجلس تنفيذ السلام في 13 آذار / مارس بتعيين السيد إنزكو خلفًا لميروسلاف لاجاك.
وأكد المجلس من جديد السلطة النهائية للممثل السامي في مسرح العمليات فيما يتعلق بتفسير المرفق 10 المتعلق بالتنفيذ المدني للاتفاق الإطاري العام للسلام في البوسنة والهرسك لعام 1995. كما أكد من جديد الأهمية التي يعلقها على دور الممثل السامي في متابعة تنفيذ اتفاق السلام، وفي توجيه وتنسيق أنشطة المنظمات والوكالات المدنية المشاركة في مساعدة الأطراف على تنفيذ اتفاق السلام.